# South Cleveland
South Cleveland es un lugar designado por el censo ubicado en el condado de Bradley, Tennessee, Estados Unidos. Según el censo de 2020, tiene una población de 7.673 habitantes.

## Geografía
La localidad está ubicada en las coordenadas 35°6′35″N 84°54′35″O / 35.10972, -84.90972. Según la Oficina del Censo de los Estados Unidos, South Cleveland tiene una superficie total de 36.97 km², correspondientes en su totalidad a tierra firme.

## Demografía
Según el censo de 2010, había 6.912 personas residiendo en South Cleveland. La densidad de población era de 186,1 hab./km². De los 6.912 habitantes, South Cleveland estaba compuesto por el 92,84% blancos, el 2,99% eran afroamericanos, el 0,35% eran amerindios, el 0,38% eran asiáticos, el 0% eran isleños del Pacífico, el 1,36% eran de otras razas y el 2,08% pertenecían a dos o más razas. Del total de la población el 3,94% eran hispanos o latinos de cualquier raza.